# Хахомов, Сергей Анатольевич
Серге́й Анато́льевич Хахо́мов (белор. Сярге́й Анато́льевіч Хахо́маў) (род. 21 июня 1967, Гомель) — доктор физико-математических наук, доцент, ректор Гомельского государственного университета им. Ф. Скорины с 2016 г. Депутат Гомельского областного Совета депутатов 28 и 29-го созывов (2018, 2024). Почетный профессор Баодинского технического университета (2023)

## Биография
В 1991 году окончил физический факультет Гомельского государственного университета с отличием. После окончания аспирантуры работает в Гомельском государственном университете имени Франциска Скорины.
С 1995 года — ассистент, с 1997 года — старший преподаватель, с 1998 — доцент кафедры общей физики.
2003 — 2009 гг. — заведующий кафедрой оптики.
2009 — 2010 гг. — декан физического факультета.
2010 — 2014 гг. — проректор по учебной работе.
2014 — 2016 гг. — первый проректор.
С 2016 года занимает должность ректора ГГУ имени Ф. Скорины.
Кандидат физико-математических наук (1997, физика твердого тела), доцент (2000, физика), доктор физико-математических наук (2018, оптика).
Депутат Гомельского областного Совета депутатов 28-го созыва (2018).
Депутат Гомельского областного Совета депутатов 29-го созыва (2024).

## Область научных интересов
С. А. Хахомов принадлежит к научной школе в области оптики и акустики анизотропных и гиротропных сред, созданной в Беларуси и Гомельском университете академиками Ф. И. Федоровым и Б. В. Бокутем. Научные интересы сосредоточены в области оптики и акустики кристаллов и искусственных анизотропных структур. Является автором более 370 научных и научно-методических работ, в число которых входят 3 монографии, 17 глав в книгах, 25 учебно-методических и справочных пособий, более 80 научных статей в журналах, более 55 научных и научно-методических статей в сборниках конференций, а также 8 патентов. Среди патентов «Способ и устройство для поворота плоскости поляризации ультразвуковой волны», «Способ и устройство для усиления ультразвуковой волны», «Устройство для измерения эллиптичности поперечной акустической волны», «Устройство для измерения амплитудно-частотной характеристики акустоэлектрического элемента», «Устройство для преобразования поляризации электромагнитной волны» и др..
Хахомов С. А. является членом Белорусского физического общества (1999), членом-корреспондентом Международного радиотехнического союза (International Union of Radio Science, 2000).
Выступал с докладами на международных научных конференциях в России, на Украине, в Японии, Канаде, Марокко и европейских странах.
Приглашался для чтения лекций в технический университет Хельсинки, Финляндия, в Ягеллонский университет, Краков, Польша, в университет Сидзуока, Хамамацу, Япония, в Нанкинский университет науки и технологии, Нанкин, Китай, в Пекинский политехнический институт (Пекин, Китай), в университет ИТМО (Санкт-Петербург, Россия).
Главный редактор научно технического журнала «Проблемы физики, математики и техники», научного и производственно-практического журнала «Известия Гомельского государственного университета имени Ф. Скорины», член редакционной коллегии научно-методического и публицистического журнала «Вышэйшая школа», член редакционной коллегии журнала «Central European Researchers Journal».
Являлся координатором от учреждения образования «Гомельский государственный университет имени Франциска Скорины» проектов Eastern Partnership in Pedagogical Innovations in Inclusive Education (Восточное партнерство в сфере педагогических инноваций в рамках инклюзивного обучения) и Centers of Excellence for young RESearchers (Центры передового опыта для молодых ученых) программы ТЕМПУС, научным руководителем одного аспиранта, защитившего диссертацию.

## Основные труды
В данном списке представлены основные публикации, полный список смотрите в профиле ученого Академии Google.
Монографии
- Объемные акустические волны в кристаллах во вращающемся электрическом поле: монография / И. В. Семченко, С. А. Хахомов — Минск: Беларуская навука, 1998. — 150 с.
- Электромагнитные волны в метаматериалах и спиральных структурах: монография / И. В. Семченко, С. А. Хахомов — Минск: Беларуская навука, 2019. — 279 с. ISBN 978-985-08-2522-3.
- 宋耀良 (Song Yaoliang), [白] 意格里·西姆琴科(Igor Semchenko), [白] 谢尔盖·哈霍莫夫 (Sergei Khakhomov), 王 雷 著 (Wang Lei), 手性电磁超材料设计 Design of the Chiral Metamaterials, -Tsinghua University Press, 2021. — 297 p.
- Khakhomov S., Semchenko I., Demidenko O., Kovalenko D. (Editors) , Research and Education: Traditions and Innovations, Lecture Notes in Networks and Systems, Vol. 422, Springer, 2022, 379 p.

Главы в книгах
1. The influence of induced chiral properties on the transformation of polarization of acoustic waves in piezoelectric semiconductors / I. V. Semchenko, S. A. Khakhomov // Advances in Complex Electromagnetic Materials / Ed.by A. Priou [et al.]. – Kluwer Academic Publishers. – 1997. – P. 219 - 226.
2. Propagation of electromagnetic waves in artificial anisotropic uniform and twisted omega-structures / I. V. Semchenko, S. A. Khakhomov // Advances in Electromagnetics of Complex Media and Metamaterials / Ed. by Said Zouhdi, Ari Sihvola and Mohamed Arsalane, Kluwer Academic Publishers. — 2002. — P. 197—210.
3. The competition of Bragg reflection and Fresnel’s reflection of electromagnetic waves in the artificial helicoidal bianisortropic media with local chirality / I. V. Semchenko, S. A. Khakhomov // Advances in Electromagnetics of Complex Media and Metamaterials / Ed. by Said Zouhdi,Ari Sihvola and Mohamed Arsalane, Kluwer Academic Publishers. — 2002. — P. 307—318.
4. Effective electron model of the wire helix excitation at microwaves: first step to optimization of pitch angle of helix / I. V. Semchenko, S. A. Khakhomov, E. A. Fedosenko // Advances in Electromagnetics of Complex Media and Metamaterials / Ed. by Said Zouhdi, Ari Sihvola and Mohamed Arsalane, Kluwer Academic Publishers. — 2002. — P. 245—258.
5. The effective optimal parameters of metamaterial on the base of omega-elements / I. V. Semchenko, S. A. Khakhomov, A.L. Samofalov, M.A. Podalov, Q. Songsong // Recent Global Research and Education: Technological Challenges / Ed. by Ryszard Jablonski and Roman Szewczyk, Advances in Intelligent Systems and Computing, Vol. 519, Springer. — 2017. — P. 3 — 9.
6. Ferroelectric Properties of Nanostructured SBTN Sol-Gel Layers / V. V. Sidsky, A. V. Semchenko, S. A. Khakhomov, A. N. Morozovska, N. V. Morozovsky, V. V. Kolos, A. S. Turtsevich, A. N. Pyatlitski, Yu M. Pleskachevsky, S. V. Shil’ko, E. M. Petrokovets // Recent Global Research and Education: Technological Challenges / Ed. by Ryszard Jablonski and Roman Szewczyk, Advances in Intelligent Systems and Computing, Vol. 519, Springer. — 2017. — P. 103—108.
7. Omega-Structured Substrate-Supported Metamaterial for the Transformation of Wave Polarization in THz Frequency Range / I. V. Semchenko, S. A. Khakhomov, A.L. Samofalov, M. A. Podalov, V. A. Solodukha, A.N. Pyatlitski, N.S. Kovalchuk // Recent Advances in Technology Research and Education. INTER-ACADEMIA 2017. / Ed. by Luca D., Sirghi L., Costin C., Advances in Intelligent Systems and Computing, Vol 660, Springer. — 2018. — P.72 — 80.
8. Nanostructure and Ferroelectric Properties of Sol-Gel SBTN-Films for Electronic Devices / S.A. Khakhomov, A. V. Semchenko, V. V. Sidsky, V. E. Gaishun, D. Luca, V. V. Kolos, V. A. Solodukha, A.N. Pyatlitski, N. S. Kovalchuk // Recent Advances in Technology Research and Education. INTER-ACADEMIA 2017. / Ed. by Luca D., Sirghi L., Costin C., Advances in Intelligent Systems and Computing, Vol 660, Springer. — 2018. — P.144 — 150.
9. Design and Creation of Metal-Polymer Absorbing Metamaterials Using the Vacuum-Plasma Technologies / Igor Semchenko, Sergei Khakhomov, Andrey Samofalov, Ihar Faniayeu, Dzmitry Slepiankou, Vitaliy Solodukha, Alyaksandr Pyatlitski, Natalya Kovalchuk, Andrey Goncharenko, George Sinitsyn // Recent Advances in Technology Research and Education. INTER-ACADEMIA 2018. / Ed. by Laukaitis G. Advances in Lecture Notes in Networks and Systems, Vol 53, Springer. — 2018. — P. 105—112.
10. Synthesis of BiFeO3-Powders by Sol-Gel Process / Sergei A. Khakhomov, Vladimir E. Gaishun, Dmitry L. Kovalenko, Alina V. Semchenko, Vitali V. Sidsky, Wieslaw Strek, Dariusz Hreniak, Anna Lukowiak, Natalya S. Kovalchuk, Alyaxandr N. Pyatlitski, Vitaliy A. Solodukha, Dmitry V. Karpinsky // Recent Advances in Technology Research and Education. INTER-ACADEMIA 2018. / Ed. by Laukaitis G. Advances in Lecture Notes in Networks and Systems, Vol 53, Springer. — 2018. — P. 43 — 48.
11. Metamaterials / Semchenko I., Khakhomov S. // Photonics / Tolstik A., Lyalikov A., Agishev I., Fedotov A., Gorbach D., Peuteman J., Myshkovets V., Tivanov M., Maksimenka A., Strekal N., Baevich G.,Vasilyuk G., Melnikova A., Semchenko I., Khakhomov S. / Ed. by Tolstik A. — Riga. — 2019. — p.504-535. ISBN 978-9934-22-144-6 (pdf)
12. Kovalenko D.L., Gaishun V.E., Vaskevich V.V., Khakhomov S.A., Khudaverdyan S.K., Ayvazyan G.Y. (2020) Formation and Research of Properties of Photocatalytic Materials on the Basis of TiO2 for Water Treatment. In: Várkonyi-Kóczy A. (eds) Engineering for Sustainable Future. INTER-ACADEMIA 2019. Lecture Notes in Networks and Systems, vol 101. Springer, p. 46-51.
13. Semchenko I., Khakhomov S., Podalov M., Samofalov A. (2020) Polarization Properties of a Rectangular Balanced Omega Element in the THz Range. In: Várkonyi-Kóczy A. (eds) Engineering for Sustainable Future. INTER-ACADEMIA 2019. Lecture Notes in Networks and Systems, vol 101. Springer, p. 84-93.
14. Semchenko A.V., Khakhomov S. A., Sidsky V. V., Gaishun V. E., Kovalenko D. L., Strek W., Hreniak D. (2020) Structural Properties of BiFeO3 and Bi0,9La0,1FeO3 Powders Synthesized by Sol-Gel Process. In: Várkonyi-Kóczy A. (eds) Engineering for Sustainable Future. INTER-ACADEMIA 2019. Lecture Notes in Networks and Systems, vol 101. Springer, p.113-118.
15. Mikhalka I., Semchenko I., Khakhomov S. (2020) Radiation Patterns of Double DNA-Like Helices as Elements of Metamaterials and Antenna Systems. In: Várkonyi-Kóczy A. (eds) Engineering for Sustainable Future. INTER-ACADEMIA 2019. Lecture Notes in Networks and Systems, vol 101. Springer, p. 135—143.
16. Semchenko, I., Samofalov, A., Kravchenko, A., Khakhomov, S. (2022). Production and Experimental Study of a Weakly Reflecting Absorbing Metamaterial Based on Planar Spirals in the Microwave Range. In: Khakhomov, S., Semchenko, I., Demidenko, O., Kovalenko, D. (eds) Research and Education: Traditions and Innovations. INTER-ACADEMIA 2021. Lecture Notes in Networks and Systems, vol 422. Springer, Singapore, p. 261—269.
17. Fesenko, O. et al. (2022). Raman Investigation of Multiferroic Bi 1-x Sm X FeO 3 Materials Synthesized by the Sol-gel Method. In: Khakhomov, S., Semchenko, I., Demidenko, O., Kovalenko, D. (eds) Research and Education: Traditions and Innovations. INTER-ACADEMIA 2021. Lecture Notes in Networks and Systems, vol 422. Springer, Singapore, p. 319—324.

Статьи в рецензируемых журналах
- Study of the properties of artificial anisotropic structures with high chirality / I. V. Semchenko, S. A. Khakhomov, E. V. Naumova, V. Ya. Prinz, S. V. Golod, V. V. Kubarev // Crystallography Reports. — 2011. — Vol. 56. — Issue 3. — P. 366—373.
- Investigation of the properties of weakly reflective metamaterials with compensated chirality / I. V. Semchenko, S. A. Khakhomov, V. S. Asadchy, E. V. Naumova, V. Ya. Prinz, S. V. Golod, A. G. Milekhin, A. M. Goncharenko, G. V. Sinitsyn // Crystallography Reports. — 2014. -Vol. 59. — Issue 4. — P. 480—485.
- The potential energy of non-resonant optimal bianisotropic particles in an electromagnetic field does not depend on time / I. Semchenko, S. Khakhomov, A. Balmakou, S. Tretyakov. — The European Physical Journal, EPJ Applied Metamaterials. — 2014. — 1. — P.1 — 4.
- View on the history of electromagnetics of metamaterials: Evolution of the congress series of complex media / A. H. Sihvola, I. V. Semchenko, S. A. Khakhomov // Photonics and Nanostructures — Fundamentals and Applications. — 2014. — Vol. 12. — № 4. — P. 279 −283.
- Ground-plane-less bidirectional terahertz absorber based on omega resonators / A. Balmakou, M. Podalov, S. Khakhomov, D. Stavenga, I. Semchenko. — Optics Letters. — 2015. — Vol. 40. — № 9. — P. 2084—2087.
- Total Absorption Based On Smooth Double-Turn Helices / I. A. Faniayeu, I. V. Semchenko, S. A. Khakhomov, T. Dziarzhauskaya — Advanced Materials Research. — 2015. — Vol. 1117. — № 1. — P. 39 — 43.
- Broadband Reflectionless Metasheets: Frequency-Selective Transmission and Perfect Absorption / V. S. Asadchy, I. A. Faniayeu, Y. Ra’di, S. A. Khakhomov, I. V. Semchenko, S. A. Tretyakov — Phys. Rev. X. — 2015. — Vol. 5. — No.3. — P. 031005-1 — 031005-10.
- Investigation of electromagnetic properties of a high absorptive, weakly reflective metamaterial-substrate system with compensated chirality / I. V. Semchenko, S. A. Khakhomov, V. S. Asadchy, S. V. Golod, E. V. Naumova, V. Ya. Prinz, A. M. Goncharenko, G. V. Sinitsyn, A. V. Lyakhnovich, V. L. Malevich -Journal of Applied Physics. −2017. — Vol. 121. — P. 015108-1 −015108-8.
- Highly transparent twist polarizer metasurface / I. Faniayeu, S. Khakhomov, I. Semchenko, and V.Mizeikis -Appl. Phys. Lett. −2017. — Vol.111. -P. 111108.
- Stored and absorbed energy of fields in lossy chiral single-component metamaterials / I.V. Semchenko, A. P. Balmakou, S. A. Khakhomov, and S. A.Tretyakov — Phys. Rev. B. — 2018. — Vol. 97. — P. 014432.
- Features of Electro-Induced Periodical Structures in LiTaO3 Single Crystal and Their Interaction with Surface Acoustic Wave / Siarhei D. Barsukou, Jun Kondoh, and Sergei A. Khakhomov — Advances in Materials Science and Engineering. — 2019. — Vol. 2019. — Article ID 9020637. — 12 p.
- Coordinated multi-band angle insensitive selection absorber based on grapheme metamaterials / Bao J., Wang J., Hu Z., Balmakou A., Khakhomov S., Tang Y., Zhang C. — Optics Express. — 2019. — Vol. 27, No. 22. — P. 31435-31445.
- Independent Tunable Multi-Band Absorbers Based on Molybdenum Disulfide Metaurfaces / Wang J., Wang X., Hu Z., Tang Y., Balmakou A., Khakhomov S., Liu D. — Physical Chemistry Chemical Physics. — 2019. — Vol. 21 — P. 24132-24138.
- Sensors with Multifold Nanorod Metasurfaces Array Based on Hyperbolic Metamaterials / He W., Feng W., Hu Z., Balmakou A., Khakhomov S., Deng Q., Wang J. — IEEE Sensors Journal. — 2019. — 6 p.
- Sensors with Multifold Nanorod Metasurfaces Array Based on Hyperbolic Metamaterials / Wenjie He, Yan Feng, Zheng-Da Hu, Aliaksei Balmakou, Sergei Khakhomov, Qilin Deng, Jicheng Wang // IEEE Sensors Journal. — vol. 20. — No.4. −2020. — pp. 1801—1806.
- The development of double-sided nonreflecting absorber of the terahertz waves on the basis of metamaterials / Igor Semchenko, Sergei Khakhomov, Andrey Samofalov and Ihar Faniayeu// J. Phys.: Conf. Ser. — 2020 — 1461- 012148
- Inversion Method Characterization of Graphene-Based Coordination Absorbers Incorporating Periodically Patterned Metal Ring Metasurfaces / Zhiyu Bao, Yang Tang, Zheng-Da Hu, Chengliang Zhang, Aliaksei Balmakou, Sergei Khakhomov, Igor Semchenko and Jicheng Wang // Nanomaterials. −10. — 2020. — 1102
- Feng, Y., Hu, Z., Balmakou, A., Khakhomov, S., Semchenko, I., Wang, J., Liu, D., Sang, T. Perfect Narrowband Absorber Based on Patterned Graphene-Silica Multilayer Hyperbolic Metamaterials. Plasmonics, 15, 1869—1874 (2020).
- Semchenko I., Mikhalka I., Faniayeu I., Khakhomov S., Balmakou A., Tretyakov S. Optical Forces Acting on a Double DNA-Like Helix, Its Unwinding and Strands Rupture. Photonics 2020, 7, 83.
- Semchenko A., Sidsky V., Bdikin I., Gaishun V., Kopyl S., Kovalenko D., Pakhomov O., Khakhomov S., Kholkin A. Nanoscale Piezoelectric Properties and Phase Separation in Pure and La-Doped BiFeO3 Films Prepared by Sol-Gel Method, Materials, vol. 14, No.7, 2021, p. 1694
- del Risco J. P., Mikhalka I. S., Lenets V. A., Sidorenko M. S., Sayanskiy A. D., Glybovski S. B., Samofalov A. L., Khakhomov S.A., Semchenko I. V., Ortiz, J. D., Baena J. D. Optimal angular stability of reflectionless metasurface absorbers, Phys. Rev. B 103, 2021, p. 115426
- Shaoguang Zhao, Yiqing Wang, Zheng-Da Hu, Aliaksei Balmakou, Sergei Khakhomov, Igor Semchenko, Jicheng Wang. Multi-focusing metalenses based on quadrangular frustum pyramid-shaped nanoantennas, Photonics and Nanostructures — Fundamentals and Applications. — 2021. — Vol.46. — P. 100957.
- Hu, J., Hu, Z., Wang, J., Balmakou, A., Khakhomov, S., Semchenko, I. High-Performance Tunable Multichannel Absorbers Coupled with Graphene-Based Grating and Dual-Tamm Plasmonic Structures. Plasmonics (2021).

## Награды, стипендии
Диплом министерства народного образования БССР за лучшую научную работу студентов по естественным, техническим и гуманитарным наукам (1991).
Стипендия для молодых ученых Международного радиотехнического союза URSI (1999).
Стипендия Президента Республики Беларусь как талантливому молодому ученому, победителю открытого конкурса, проводимого Национальной академией наук Беларуси (2000).
Лауреат Скорининских научных чтений ГГУ им. Ф. Скорины (2000).
Стипендия Фонда Королевы Ядвиги, Ягеллонский университет (2002).
Почётная грамота Гомельского областного Совета депутатов (2002).
Грамота Министерства образования Республики Беларусь (2014).
Почётная грамота Министерства образования Республики Беларусь (2017).
Грамота Центрального комитета Белорусского профессионального союза работников образования и науки (2017).
Почётная грамота следственного комитета Республики Беларусь (2017).
Памятная медаль Гомельского ОК КПБ «100 лет Великой Октябрьской социалистической революции» (2017).
Диплом победителя конкурса на лучшую докторскую диссертацию Республики Беларусь в номинации «естественные науки» за диссертацию «Волновые процессы в метаматериалах и спирально-структурированных системах» (2018).
Почетная грамота Министерства по налогам и сбора Республики Беларусь (2020).
Почётная грамота Гомельского областного исполнительного комитета (2020).
Грамота Центрального комитета Белорусского профессионального союза работников образования и науки (2021).
Юбилейная грамота Гомельского облисполкома в честь 85-летия Гомельской области и за большой личный вклад в социально-экономическое, культурное и духовное развитие региона (2023)
Почетная грамота посольства Республики Узбекистан в Республике Беларусь (2023)
Почетная грамота Гомельского областного объединения профсоюзов (2023)

## Интервью, статьи
- Они тоже были студентами. Ректоры и проректоры белорусских вузов рассказали о своих студенческих годах. Советская Беларусь, 21 января 2016
- В регионах обсуждают решения Республиканского педсовета. Советская Беларусь, 30 августа 2017
- Концепция Университет 3.0 в Беларуси. Евразия эксперт, 25 февраля 2018
- Высшее. Лучшее. Наше: чем может гордиться ГГУ им. Ф. Скорины. Гомельские ведомости, 1 марта 2018
- Гомельский университет Ф. Скорины в Болонском процессе. Правда Гомель, 15 мая 2018
- Сяргей Хахомаў, рэктар ГДУ iмя Францыска Скарыны: «Адукаваны чалавек — гэта рэсурс краіны». Партал Абітурыент
- Ректор Гомельского государственного университета: «Не стоит разделять науку на российскую, белорусскую, польскую или какую-либо другую»
- 90 лет первому вузу региона. Интервью с Сергеем Хахомовым